# Renault R28
La Renault R28 è una vettura di Formula 1, con cui la scuderia francese affrontò il campionato 2008.

## Livrea
La livrea si presenta molto simile a quella del 2007, con l'aggiunta dello sponsor Pepe Jeans.

## Stagione
Fernando Alonso tornò in Renault dopo un anno in McLaren, affiancato da Nelson Piquet Jr. al suo esordio in F1. Nella prima parte di stagione la vettura si dimostrò ancora poco competitiva evidenziando anche molti problemi di affidabilità, ma da metà campionato circa, grazie ad alcuni sviluppi, i due piloti iniziarono a ottenere risultati più regolari, in particolare Alonso che a Singapore e in Giappone ottenne due vittorie, che mancavano alla squadra dal 2006, a cui si aggiunsero due secondi posti, in Germania con Piquet e in Brasile con lo spagnolo.

La scuderia terminò la stagione al 4º posto nel campionato costruttori con un bottino di 80 punti, contro i 51 del 2007.

La prima vittoria stagionale, a Singapore, fu tuttavia ottenuta in seguito al cosiddetto crashgate, l'incidente di Piquet studiato a tavolino al fine di favorire Alonso.

## Risultati completi in Formula 1
| Anno | Team            | Motore              | Gomme | Piloti |     |    |     |     |    |     |     |   |     |    |   |     |     |    |     |   |   |     | Punti | Pos. |
| ---- | --------------- | ------------------- | ----- | ------ | --- | -- | --- | --- | -- | --- | --- | - | --- | -- | - | --- | --- | -- | --- | - | - | --- | ----- | ---- |
| 2008 | Renault F1 Team | Renault RS27 2.4 V8 | B     | Alonso | 4   | 8  | 10  | Rit | 6  | 10  | Rit | 8 | 6   | 11 | 4 | Rit | 4   | 4  | 1   | 1 | 4 | 2   | 80    | 4º   |
| 2008 | Renault F1 Team | Renault RS27 2.4 V8 | B     | Piquet | Rit | 11 | Rit | Rit | 15 | Rit | Rit | 7 | Rit | 2  | 6 | 11  | Rit | 10 | Rit | 4 | 8 | Rit | 80    | 4º   |